# Campa Cola
Campa Cola is een colamerk in India. In bepaalde gebieden was het gedurende enkele jaren de marktleider, totdat Pepsi en Coca-Cola het overnamen na het liberaliseringsbeleid van de Narasimha Rao-regering in 1991.
Campa Cola werd gecreëerd door de Pure Drinks Group in 1977. De Pure Drinks Group was een pionier op de Indiase frisdrankmarkt die in 1949 al Coca-Cola naar India had gebracht. Ze waren de enige producent en distributeur van dit merk totdat Coca-Cola in 1977 werd gevraagd om het land te verlaten. De Pure Drinks Group en Campa Beverages hadden daarna 20 jaar lang praktisch een monopoliepositie en ze introduceerden Campa Cola in afwezigheid van enige buitenlandse concurrentie. Velen zeiden dat Campa Cola dan ook alleen qua kleur nog iets weg had van de concurrenten, maar dat het qua smaak een totaal andere drank was. Voornaamste concurrent van Campa Cola was Thums Up.
Het merk hield in 2000 op te bestaan nadat het de concurrentie met de buitenlandse merken niet meer aankon. In 2003 bracht een andere producent, Satya Beverages and Distilleries het echter opnieuw op de markt. Zei zeiden dat Campa Cola nog steeds tot de verbeelding sprak en hoopten daar nu opnieuw succes mee te kunnen boeken. Bij de lancering van Campa Cola zeiden ze zelfs dat ze in Haryana en Rajasthan alweer een groot marktaandeel bezaten.
De Pure Drinks Group is een van de grootste bedrijven in India. Na de productie van frisdranken is men zich ook gaan richten op onder andere bouw, hotels en telecommunicatie. Het is een van de grootste vastgoedeigenaars van India.
3ES Cola · Afri-Cola · Alter Cola · Amrat Cola · Apotekarnes Cola · Arab Cola · Barr Cola · Beuk Cola · Big Cola · Boylan Cane Cola · Breizh Cola · Bubba Cola · C&C Cola · Campa Cola · Cat Cola · Chat Cola · Chek Cola · Chero-Cola · China Cola · Chtilà Cola · Classic Cola · Club Cola · Coca-Cola · Cola Turka · Cole Cold · Corsica Cola · Count Cola · Cricket Cola · Cuba Cola · Diet Rite Cola · Dixi Cola · Double Cola · El Ché Cola · Elsass Cola · Evoca Cola · Fada Cola · Faygo Cola · Feichang Cola · First Choice Cola · Freeway Cola · Frescolita · fritz-kola · Fruti Kola · Fukola Cola · Future Cola · Fuji-Cola · Herschi Cola · Highway Cola · Icy-Cola · Imazighen Cola · Inca Kola · Isaac Kola · Jolly Cola · Jolt Cola · Just Cola · KasKol · Kiri · Kitty Kola · Kofola · Kola Real · Kola Román · Kola Shaler · Kristal Kola · LA Ice Cola · Libella · Like Cola · Master Choice · Moxie · Mecca-Cola · Muslim Up · Odina · OK Cola · OpenCola · Parsi Cola · Pepsi Cola · Perú Cola · Polo-Cockta · Pop Cola · Pran Cola · Premium-Cola · President's Choice Cola · Qibla Cola · R.C. Cola · Raak Cola · Raak Kindercola · Red Kola · Reyna Kola · Ritchie Cola · River Cola · Rola Cola · Royal Crown Cola · Sam's Choice Cola · Salva Cola · Honey Saps Cola · Schweppes Cola · Shasta Cola · Sinalco Cola · Sugar Cane Cola · TaB Cola · Thums Up · Tropicola · tuKola · Ubuntu Cola · Ugarit Cola · Uludağ Cola · Virgin Cola · Vita Cola · Viva Cola · XL Cola · Zam Zam Cola · Zelal Cola · ZOOB Cola